# بلاكسبرغ
بلاكسبرغ هي مدينة في ولاية فيرجينيا في الولايات المتحدة الأمريكية.

## التركيبة السكانية
حدّد مكتب تعداد الولايات المتحدة بيانات التركيبة السكانية لبلاكسبرغ في تعداد الولايات المتحدة. في ما يلي، التركيبة السكانية حسب تعدادي 2000 و2010.

### تعداد عام 2000
بلغ عدد سكان بلاكسبرغ 39,573 نسمة بحسب تعداد عام 2000، وبلغ عدد الأسر 13,162 أسرة وعدد العائلات 4,779 عائلة مقيمة في البلدة. في حين سجلت الكثافة السكانية 772.9 نسمة لكل كيلومتر مربع (2,001.8/ميل2). وبلغ عدد الوحدات السكنية 13,732 وحدة بمتوسط كثافة قدره 268.2 لكل كيلومتر مربع (694.6/ميل2).
وتوزع التركيب العرقي للبلدة بنسبة 84.39% من البيض و4.39% من الأمريكيين الأفارقة و0.11% من الأمريكيين الأصليين و7.80% من الأمريكيين ذوي الأصول الآسيوية و0.06% من سكان جزر المحيط الهادئ و0.90% من الأعراق الأخرى و2.36% من عرقين مختلطين أو أكثر و2.32% من الهسبانيون أو اللاتينيون من أي عرق.
بلغ عدد الأسر 13,162 أسرة كانت نسبة 17% منها لديها أطفال تحت سن الثامنة عشر تعيش معهم، وبلغت نسبة الأزواج القاطنين مع بعضهم البعض 28.7% من أصل المجموع الكلي للأسر، ونسبة 5.3% من الأسر كان لديها معيلات من الإناث دون وجود شريك، بينما كانت نسبة 2.3% من الأسر لديها معيلون من الذكور دون وجود شريكة وكانت نسبة 63.7% من غير العائلات. تألفت نسبة 26.6% من أصل جميع الأسر من عدة أفراد يعيشون في نفس المنزل ونسبة 3.7% كانت تتألف من شخص يعيش بمفرده يبلغ من العمر 65 عاماً أو أكثر. وبلغ متوسط حجم الأسرة المعيشية 2.37، أما متوسط حجم العائلات فبلغ 2.79.
بلغ العمر الوسطي للسكان 21.9 عاماً. وكانت نسبة 9.6% من القاطنين تحت سن الثامنة عشر، وكانت نسبة 36.8% بين الثامنة عشر والرابعة والعشرين عاماً، ونسبة 18.7% كانت واقعةً في الفئة العمرية ما بين الخامسة والعشرين والرابعة والأربعين عاماً، ونسبة 9.1% كانت ما بين الخامسة والأربعين والرابعة والستين، ونسبة 4.5% كانت ضمن فئة الخامسة والستين عاماً فما فوق. يوجد لكل 100 أنثى 123.0 ذكر، ويوجد لكل 100 أنثى في الثامنة عشر من عمرها فما فوق 125.8 ذكر.
بلغ متوسط دخل الأسرة في البلدة 22,513 دولارًا، أما متوسط دخل العائلة فبلغ 51,810 دولارًا. وكان متوسط دخل الذكور 37,129 دولارًا مقابل 24,321 دولارًا للإناث. وسجل دخل الفرد الخاص بالبلدة 13,946 دولارًا. وكانت نسبة 15.9% من العائلات ونسبة 43.2% من السكان تحت خط الفقر، وكان من هؤلاء نسبة 23.9% تحت سن الثامنة عشر ونسبة 6.1% في الخامسة والستين من العمر وما فوق.

### تعداد عام 2010
بلغ عدد سكان بلاكسبرغ 42,620 نسمة بحسب تعداد عام 2010، وبلغ عدد الأسر 14,455 أسرة وعدد العائلات 4,668 عائلة مقيمة في البلدة. في حين سجلت الكثافة السكانية 832.4 نسمة لكل كيلومتر مربع (2,155.9/ميل2). وبلغ عدد الوحدات السكنية 15,342 وحدة بمتوسط كثافة قدره 299.6 لكل كيلومتر مربع (776.0/ميل2).
وتوزع التركيب العرقي للبلدة بنسبة 81.15% من البيض و4.27% من الأمريكيين الأفارقة و0.20% من الأمريكيين الأصليين و10.60% من الأمريكيين ذوي الأصول الآسيوية و0.04% من سكان جزر المحيط الهادئ و0.89% من الأعراق الأخرى و2.84% من عرقين مختلطين أو أكثر و3.46% من الهسبانيون أو اللاتينيون من أي عرق.
بلغ عدد الأسر 14,455 أسرة كانت نسبة 14% منها لديها أطفال تحت سن الثامنة عشر تعيش معهم، وبلغت نسبة الأزواج القاطنين مع بعضهم البعض 25.4% من أصل المجموع الكلي للأسر، ونسبة 4.6% من الأسر كان لديها معيلات من الإناث دون وجود شريك، بينما كانت نسبة 2.3% من الأسر لديها معيلون من الذكور دون وجود شريكة وكانت نسبة 67.7% من غير العائلات. تألفت نسبة 26.8% من أصل جميع الأسر من عدة أفراد يعيشون في نفس المنزل ونسبة 3.7% كانت تتألف من شخص يعيش بمفرده يبلغ من العمر 65 عاماً أو أكثر. وبلغ متوسط حجم الأسرة المعيشية 2.35، أما متوسط حجم العائلات فبلغ 2.79.
بلغ العمر الوسطي للسكان 21.9 عاماً. وكانت نسبة 8.3% من القاطنين تحت سن الثامنة عشر، وكانت نسبة 59.1% بين الثامنة عشر والرابعة والعشرين عاماً، ونسبة 18.3% كانت واقعةً في الفئة العمرية ما بين الخامسة والعشرين والرابعة والأربعين عاماً، ونسبة 9.3% كانت ما بين الخامسة والأربعين والرابعة والستين، ونسبة 5% كانت ضمن فئة الخامسة والستين عاماً فما فوق. وتوزع التركيب الجنسي للسكان بنسبة 55% ذكور و45% إناث.

## المناخ
يظهر الجدول التالي التغييرات المناخية على مدار السنة لبلاكسبرغ:
| البيانات المناخية لـبلاكسبرغ        | البيانات المناخية لـبلاكسبرغ | البيانات المناخية لـبلاكسبرغ | البيانات المناخية لـبلاكسبرغ | البيانات المناخية لـبلاكسبرغ | البيانات المناخية لـبلاكسبرغ | البيانات المناخية لـبلاكسبرغ | البيانات المناخية لـبلاكسبرغ | البيانات المناخية لـبلاكسبرغ | البيانات المناخية لـبلاكسبرغ | البيانات المناخية لـبلاكسبرغ | البيانات المناخية لـبلاكسبرغ | البيانات المناخية لـبلاكسبرغ | البيانات المناخية لـبلاكسبرغ |
| الشهر                               | يناير                        | فبراير                       | مارس                         | أبريل                        | مايو                         | يونيو                        | يوليو                        | أغسطس                        | سبتمبر                       | أكتوبر                       | نوفمبر                       | ديسمبر                       | المعدل السنوي                |
| ----------------------------------- | ---------------------------- | ---------------------------- | ---------------------------- | ---------------------------- | ---------------------------- | ---------------------------- | ---------------------------- | ---------------------------- | ---------------------------- | ---------------------------- | ---------------------------- | ---------------------------- | ---------------------------- |
| الدرجة القصوى °ف (°م)               | 75 (24)                      | 82 (28)                      | 85 (29)                      | 95 (35)                      | 90 (32)                      | 95 (35)                      | 99 (37)                      | 99 (37)                      | 96 (36)                      | 94 (34)                      | 82 (28)                      | 75 (24)                      | 99 (37)                      |
| متوسط درجة الحرارة الكبرى °ف (°م)   | 41.5 (5.3)                   | 44.9 (7.2)                   | 53.3 (11.8)                  | 63.3 (17.4)                  | 71.4 (21.9)                  | 78.9 (26.1)                  | 82.2 (27.9)                  | 81.4 (27.4)                  | 75.3 (24.1)                  | 65.4 (18.6)                  | 55.5 (13.1)                  | 43.8 (6.6)                   | 63.2 (17.3)                  |
| المتوسط اليومي °ف (°م)              | 31.5 (−0.3)                  | 34.2 (1.2)                   | 41.6 (5.3)                   | 50.7 (10.4)                  | 59.3 (15.2)                  | 67.7 (19.8)                  | 71.2 (21.8)                  | 70.0 (21.1)                  | 63.1 (17.3)                  | 52.3 (11.3)                  | 43.3 (6.3)                   | 33.8 (1.0)                   | 51.7 (10.9)                  |
| متوسط درجة الحرارة الصغرى °ف (°م)   | 21.4 (−5.9)                  | 23.6 (−4.7)                  | 29.8 (−1.2)                  | 38.2 (3.4)                   | 47.2 (8.4)                   | 56.5 (13.6)                  | 60.1 (15.6)                  | 58.7 (14.8)                  | 51.0 (10.6)                  | 39.3 (4.1)                   | 31.0 (−0.6)                  | 23.8 (−4.6)                  | 40.1 (4.5)                   |
| أدنى درجة حرارة °ف (°م)             | −18 (−28)                    | −12 (−24)                    | 2 (−17)                      | 14 (−10)                     | 23 (−5)                      | 30 (−1)                      | 41 (5)                       | 36 (2)                       | 22 (−6)                      | 13 (−11)                     | 0 (−18)                      | −10 (−23)                    | −18 (−28)                    |
| الهطول إنش (مم)                     | 3.08 (78)                    | 2.81 (71)                    | 3.64 (92)                    | 3.48 (88)                    | 4.33 (110)                   | 4.00 (102)                   | 4.26 (108)                   | 3.59 (91)                    | 3.10 (79)                    | 2.78 (71)                    | 2.87 (73)                    | 2.95 (75)                    | 40.89 (1٬038)                |
| متوسط تساقط الثلوج إنش (سم)         | 8.1 (21)                     | 7.5 (19)                     | 3.7 (9.4)                    | 0.7 (1.8)                    | 0 (0)                        | 0 (0)                        | 0 (0)                        | 0 (0)                        | 0 (0)                        | 0 (0)                        | .5 (1.3)                     | 4.9 (12)                     | 25.4 (64.5)                  |
| متوسط أيام هطول الأمطار (≥ 0.01 in) | 10.7                         | 10.6                         | 11.3                         | 12.2                         | 13.5                         | 11.4                         | 12.7                         | 10.5                         | 8.9                          | 8.6                          | 9.1                          | 10.6                         | 130.1                        |
| متوسط الأيام المثلجة (≥ 0.1 in)     | 3.6                          | 4.2                          | 2.0                          | 0.6                          | 0                            | 0                            | 0                            | 0                            | 0                            | 0                            | 0.7                          | 2.6                          | 13.7                         |
| المصدر: NOAA                        |                              |                              |                              |                              |                              |                              |                              |                              |                              |                              |                              |                              |                              |

## أعلام
- وليام بالارد بريستون
- جوزيف إف. وير جونيور
- مايك ديفلن
- جي. في. لوغانثان
- ويزلي إل. فوكس
- جون بوكانان فلويد
- هنري لوكاس
- جيم ويفر
- جيمس بوكنان جونيور
- سينغ هو شو